# Hugo Oscar Bizzarri
Hugo Oscar Bizzarri (* 28. Januar 1956) ist ein argentinischer Hispanist und seit 2002 ordentlicher Professor an der Universität Freiburg (Schweiz).

## Leben
An der Universidad Nacional de La Plata wurde er 1980 Profesor en Letras. Als Gelehrter wirkte er von 1982 bis 1984 am Instituto de Cooperación Iberoamericana. Seine Studien setzte er von 1982 bis 1984 an der Universität Complutense Madrid fort. Das Ministerio de Asuntos Exteriores y de Cooperación förderte ihn 1990 als Stipendiat. Von der staatlichen Forschungsförderungsorganisation CONICET gefördert forschte er von 1990 bis 2003. Die Universidad de Buenos Aires verlieh ihm 1995 den Doctor en Letras.
Als Gastprofessor forschte er an der Universität Paris IV (2018), der Universität Genf (2009 und 2018–2019), der École normale supérieure de Lyon (2008), der Universität Lausanne (2004) und in der Herzog August Bibliothek Wolfenbüttel (2000). Von 1985 bis 2003 war er Assistent für spanische Literatur des Mittelalters an der Universität von Buenos Aires. Im selben Zeitraum (1985 bis 2002) war er zudem Mitglied des Seminario de Edición y Crítica Textual. 1997 erhielt er vom DAAD ein weiteres Stipendium.
Seit 2002 ist er ordentlicher Professor für Hispanische Philologie und Sprachgeschichte an der Universität Freiburg (Schweiz). Er war seitdem Präsident des Mediävistischen Instituts der Universität Freiburg (2006–2008 und 2018–2020), Präsident der Sociedad Suiza de Estudios Hispánicos (2010–2011). Seit 2011 ist er Mitglied des Centro para la Edición de Clásicos Españoles.
Seine Forschungsgebiete sind die mittelalterlichen Sammlungen von Sprichwörtern und Sentenzen, die Erzählungen des Mittelalters und die kritische Ausgabe von Texten.